# Jeremy Senglin
Jeremy Senglin, né le 24 mars 1995 à Kansas City au Missouri, est un joueur américain de basket-ball. Il évolue au poste de meneur.

## Biographie
Formé à Weber State, Jeremy Senglin devient le meilleur scoreur de l'histoire de son université mais n'est cependant pas drafté à l'issue de son cursus universitaire en 2017. Après avoir participé à la summer league de Las Vegas avec les Nets de Brooklyn, il signe un contrat avec la franchise. Senglin ne prendra part à aucune rencontre de NBA et sera placé dès le mois d'octobre aux Nets de Long Island en G-League. 
En avril 2018, Jeremy rejoint l'Europe et le club allemand de Ludwigsburg avec lequel il prend part à 11 rencontres. 
En juillet 2018, il rejoint la France et Nanterre 92 puis l'Espagne et le BC Andorre l'année suivante.
Au mois de juillet 2020, il prolonge avec Andorre pour une saison supplémentaire.
En juillet 2021, Senglin revient à Nanterre 92 pour deux saisons. Le contrat avec Nanterre est rompu en juillet 2022.
En août 2022, il rejoint le Fuenlabrada faisant ainsi son retour en Liga ACB, là où il avait déjà évolué avec l'Andorre.

## Clubs successifs
- 2017-2018 :  Nets de Long Island (G-League)
- 2018 :  EnBW Ludwigsburg (Basketball-Bundesliga)
- 2018-2019 :  Nanterre 92 (Jeep Élite)
- 2019-2021 :  BC Andorre (Liga Endesa)
- 2021-2022 :  Nanterre 92 (BetClic Élite)
- 2022-2023 :  Baloncesto Fuenlabrada (Liga Endesa)